# Ливађе (Липљан)
Ливађе (алб. Livagjë) је насеље у општини Липљан, Косово и Метохија, Република Србија.
Према законима самопроглашене Републике Косово, Ливађе је ушло у састав новоформиране општине Грачаница.

## Становништво
| Демографија | Демографија | Демографија |
| Година      | Становника  | Становника  |
| ----------- | ----------- | ----------- |
| 1948.       | 777         |             |
| 1953.       | 863         |             |
| 1961.       | 914         |             |
| 1971.       | 704         |             |
| 1981.       | 626         |             |
| 1991.       | 618         |             |

## Порекло становништва по родовима
Подаци из 1932. године:
- Марковчићи (2 куће, св. Арханђео), староседеоци.
- Секулићи (12 к., Митровдан). Досељени крајем XVIII века из тетовске стране да избегну крвну освету.
- Павићи (6 к., Ваведење). Досељени из Севца у Сиринићкој Жупи после Секулића.
- Митровчићи (10 к., Митровдан). Досељени из Ибарског Колашина кад и Павићи.
- Пршендићи (1 к., Св. Никола). Пресељени из Сушице после Митровчића.
- Шопци (1 к., Св. Арханђео). Пресељени из Мужичана почетком XIX века.
- Живковићи (8 к., Св. Никола). Пресељени почетком XIX века из Сушице, из рода Марковчана. Даља им је старина у Сиринићкој Жупи.
- Дрмончићи (13 к., Св. Стефан). Досељеници непознатог порекла са почетка XIX века.
- Филиповићи (3.к., Св. Петка). Досељеници непознатог порекла са почетка XIX века.